# ولایت موساشی

سرزمین موساشی

ولایت موساشی یا سرزمین موساشی (به ژاپنی: 武蔵国, Musashi no kuni) نام یکی از نواحی ژاپن بر اساس تقسیمات کشوری قدیم بود. این ولایت دارای ۲۱ شهر بود. سرزمین موساشی امروزه با توکیو، بیشتر استان سایتاما، شهر کاوازاکی و یوکوهاما در استان کاناگاوا مطابقت دارد.